# 鈴木明良
鈴木 明良（すずき あきら、1909年（明治42年）2月8日 - 1985年（昭和60年）9月6日）は、日本の実業家、政治家。衆議院議員（3期）。落選後は詐欺を生業とし、「M資金事件」の立役者と言われた。

## 経歴
茨城県結城郡江川村（現在の結城市）出身。1928年、茨城県立下妻中学校を卒業。岩佐鉄工所営業部長、朝日海運取締役社長、明商株式会社社長などを務めた。
1946年4月、第22回衆議院議員総選挙で旧茨城県選挙区から出馬して当選し、その後第24回総選挙まで連続3回の当選を果たした。この間、日本進歩党情報部長、民主党総務、民主自由党総務、衆議院内閣委員長などを歴任した。
1952年の第25回総選挙で落選し、同時に選挙違反で逮捕された。
1960年、詐欺で逮捕されたが、起訴猶予。1964年に破産宣告を受けた。1968年、3,500万円の手形詐欺を働く。1969年、逮捕。1973年、最高裁で懲役2年の実刑が確定。病気を理由に何度も刑執行停止で刑務所の外に出るが、交番で寸借詐欺を働いたこともあった。1985年9月6日、収監中の八王子医療刑務所で死去した。